# アトラトル

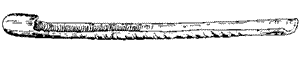
アトラトル

アトラトル (atlatl) は、小さな槍を投擲する、手持ちの投槍器・投矢器である。通常の投擲よりも遠くへ、より強い力で飛ばすことができる。
ただ単にスピアスロアー（投槍器）と言う事もある。
中央アメリカ一帯、特にアステカで狩猟や戦闘に使用されていた。

## 起源
アトラトルのような投槍器は氷期のほぼ全大陸で大型動物の狩猟に使用されていたが、氷河期が終結すると、獲物である大型動物の減少とそれにともなう農耕、牧畜への移行、さらにのちになって現れた弓矢や投石器によって淘汰され、多くの地域で投槍器は忘れ去られ、使われなくなった。
アメリカ大陸ではユーラシア大陸のように馬をはじめとする多くの家畜がおらず、もちろんそれを有効に活用できた遊牧民も少なくとも大航海時代になってヨーロッパ人がそうした家畜を持ち込むまでは存在せず、合成弓や長弓のように威力のある弓、及びそれを効果的に活用できる戦術の発展は比較的に遅かった。また、中南米では密林や山岳の地域が多く、そうした環境では長大な射程を持つ弓矢はそこまで有効な武器ではなく、そうした射程を伸ばすための改良も不要で、そもそも弓矢自体がかなり後の時代（トルテカ文明の前後）になってようやく広まった。そのために飛び道具を強化しようとするとやじりに毒を塗る、弓矢以外にも投擲武器や吹き矢などを使用するなどといった工夫が必要になった。生贄用の捕虜を得るために戦争をすることも多くあったアステカとその近隣の国では尚更そうであった。アトラトルもそうした飛び道具の一つである。
アトラトルは中央アメリカの中でも密林の多いマヤ地域には元々存在しなかった物だが、テオティワカンの勢力の拡大によってマヤ地域にも持ち込まれた。これを使用すると女子供でも何十メートルも先の標的に正確に投擲することができたという(実際、少ない力で投擲ができるが、正確なコントロールにはある程度の訓練が必要である)。
アステカ神話の金星の神トラウィスカルパンテクートリが太陽神（トナティウ）に向かって槍を投げた際も、また太陽神がこれを投げ返した際もこれを使用したと言う。また、絵画や石像などにもその他の神々や王、戦士もこれを持った形で表現されることが度々あった。
日本列島の旧石器時代に少なくとも投槍器か弓のどちらかは使われていたのは確実だと佐野勝宏は考えている。

## 構造
投げ槍ないし投げ矢が引っかかりやすいように突起、もしくはくぼみが付いた棒状の器具であり、より力が入るように指を引っ掛ける輪がついた構造の物もあった。また、投擲する槍は葦でできていて矢羽が付いており、やじりには黒曜石や骨片、銅が使用されさらには毒が塗ってあったという。貴族やジャガーの戦士など身分の高い者であれば貝や宝石などで象眼を施した上等のアトラトルを用いた。

## 威力
男子やり投の世界記録は1996年5月25日にチェコのヤン・ゼレズニーが記録した98m48であるが、アメリカの地方都市などで開催されているアトラトルの競技大会では、ごく平均的な体格の成人男性が130m離れたところにある直径1mの的に、アトラトルを使ってやりを命中させることがある。また、日本のTV番組「世界の果てまでイッテQ」の企画「世界の果てまでイッタっきり」(2017年6月18日放送)にてお笑い芸人、つまりは素人であるみやぞんが100m先にある赤い風船を割っている。
上記の事実からもアトラトルが人力を容易に上回る飛距離≒威力を創出可能な器具である事が分かっている。ただし、的に正確に投げるにはある程度の練習は必要である。